# Clarence Felder
Clarence Felder (St. Matthews, 2 de septiembre de 1938) es un actor y dramaturgo estadounidense. Participó en varias producciones de Broadway como actor. Su obra Captain Felder's Cannon fue adaptada en el largometraje All for Liberty (2009), la cual protagonizó. Otras de sus apariciones notables en cine incluyen películas como After Hours (1985), Ruthless People (1986), A Nightmare on Elm Street 5: The Dream Child (1989) y The Last Boy Scoutt (1991).

## Filmografía

### Cine
- Man on a Swing (1974) - Entrenador
- The Goodbye Girl (1977) - Crítico
- The Seduction of Joe Tynan (1979) - Golfista
- Below the Belt (1980)
- The Neighborhood (1982) - Crony
- Touched (1983) - Ralph
- Slayground (1983) - Orxel
- The Killing Floor (1985)
- After Hours (1985) - Portero del club
- Marie (1985) - Jack Lowery
- Ruthless People (1986) - Teniente Walters
- Amazing Grace and Chuck (1987) - Dick Ferguson
- The Hidden (1987) - Teniente John Masterson[4]
- A Nightmare on Elm Street 5: The Dream Child (1989) - Sr. Gray
- The Last Boy Scout (1991) - McCaskey
- Reckless Kelly (1993) - Teniente de policía
- The Ride (1997) - Mike Stillwell
- All for Liberty (2009) - Henry Felder
- Republic of Pete (2010) - Barlow
- Angel Camouflaged (2010) - Sr. Carl